# Nokia 6120 classic
Nokia 6120 classic är en mobiltelefon från Nokia.
Modellen Nokia 6120 annonserades den 17 april 2007 och började levereras mot slutet av sommaren 2007. Prislappen var drygt 2 000 kronor (eller några 100-lappar mer) inklusive moms i Sverige när den började säljas. Modellen är en av Nokias minsta smartphones någonsin. Den saknade dock funktioner som WLAN och GPS, men hade en Mini USB-port och en något mindre hörlursutgång än normalt (2,5 millimeter) som krävde en adapter (2,5 till 3,5) som fick köpas till separat. Mobilen har inte stöd för USB-laddning trots USB-port.
I februari 2008 släppte Nokia uppgifter om en uppföljande modell med snarlik design: Nokia 6220 classic där de viktigaste skillnaderna var GPS, större skärm och en 5-megapixelkamera med Xenon-blixt och autofokus. 6220 Classic innebar dessutom en betydande ökning i prisnivå. I februari 2009 annonserades ännu en uppföljare: Nokia 6720 classic där en av de betydande nyheterna var 3.5 mm-ljudutgång och dubbla mikrofoner där den adderade mikrofonen försöker att filtrerar bort omgivande störningsljud.

## Teknisk data
- Bildskärm: TFT, 2,0 tum, 240x320 pixlar och 16 miljoner färger
- Operativsystem: Symbian OS 9.2 med Series 60 3rd Edition feature pack 1
- Mobilnätverk: GSM, GPRS, EDGE, WCDMA (384 kbps), HSDPA (3,6 Mbps)
- PPT
- Bluetooth med A2DP
- 35 MB telefonminne
- MicroSD-minneskortplats
- Kamera (baksida): 2 megapixel (1600x1200) med fotolampa och fixfokus. Hanterar panoramafotografering och videoinspelning.
- Kamera (framsida): lågupplöst (320x240) avsedd för videosamtal
- FM-radio
- Batteri: utbytbart med 820 mAh
- Fysiska anslutningar: mini-USB, 2.5 mm ljudkontakt (separat såld adapter krävs för 3.5 mm) och 2.0 mm-anslutning för laddarsladd.
- Meddelanden: SMS, MMS, ljudmeddelande, e-post
- Mått: 105 × 46 × 15 mm
- Vikt: 89 g